# Vue de Delft
Vue de Delft (Gezicht op Delft) est une peinture à l'huile sur toile du peintre néerlandais Johannes Vermeer peinte entre 1660 et 1661 ; la peinture représentant la ville natale de l'artiste est parmi ses plus connues. C'est l'un des trois tableaux connus de Delft de Vermeer, avec La Ruelle et le tableau perdu Maison debout à Delft , et son seul paysage urbain. Selon l'historienne de l'art Emma Barker, les paysages urbains au-dessus de l'eau, qui étaient populaires aux Provinces-Unies à cette époque, célébraient la ville et son commerce.
La Vue de Delft de Vermeer est conservée au Cabinet royal des peintures au Mauritshuis de La Haye depuis sa création en 1822

## Histoire
Pieter van Ruijven, amateur de peintures architecturales, commande Vue de Delft, ainsi que La Ruelle. Van Ruijven est originaire de Delft et n'a que huit ans de plus que Vermeer. Il lui a peut-être été présenté par son frère, Jan van Ruijven, le notaire qui a documenté le mariage de Vermeer avec Catharina Bolnes. On sait avec certitude qu'en 1657, van Ruijven prête à Vermeer 200 florins. Il lui laisse 500 florins dans son testament et rédige spécifiquement le document de manière à ce que Catharina Bolnes n'hérite pas de l'argent. Vermeer est la seule personne nommée dans le testament qui ne fait pas partie de sa famille ou de celle de sa femme. Après sa mort, sa fille Magdalena hérite du tableau, qui est vendu aux enchères par son mari Jacob Dissius le 16 mai 1696 pour 200 florins, environ 21 000 $ de 2025 .
Au XVIIIe siècle, Vue de Delft appartient au marchand Willem Philip Kops. Après sa mort, il passe à sa femme, qui à son tour, après sa mort en 1820, le lègue à sa fille, Johanna Kops, qui décide de le vendre aux enchères. Le directeur du Mauritshuis de l'époque, Johan Steengracht van Oostcapelle, demande au ministre de ne pas soumissionner pour cet ouvrage, car il ne rentrerait pas dans le Cabinet. D'autre part, le directeur du Rijksmuseum, Cornelis Apostool, exhorte le ministre à demander de l'argent au roi Guillaume Ier pour l'acheter. Le tableau est acquis le 22 mai 1822 par Jeronimo de Vries à la vente de la collection Anna Johanna Teding van Berckhout-Kops ; il est vendu la même année au gouvernement néerlandais par SJ Stinstra d'Amsterdam pour 2900 florins. Le roi le fait exposer dans le nouveau Cabinet royal de peintures établi au Mauritshuis de La Haye, et non à Amsterdam comme prévu. Les raisons de cette décision ne sont pas connues. On suppose que Guillaume Ier aimait simplement le tableau ou qu'il voyait la représentation de la Nieuwe Kerk comme une évocation de ses ancêtres,.

## Description

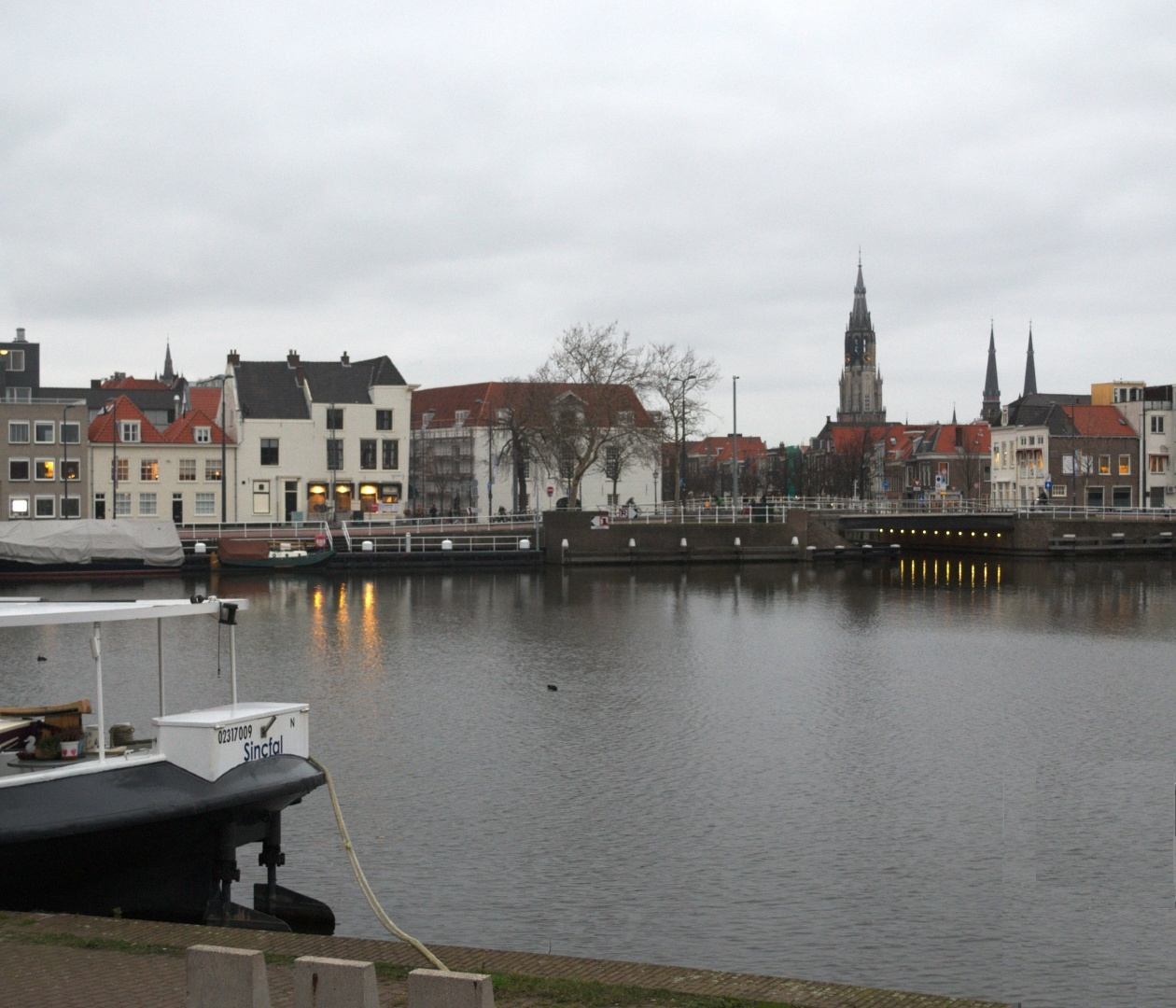
Photographie prise en 2019 à peu près à l'endroit où Vermeer a peint le tableau.

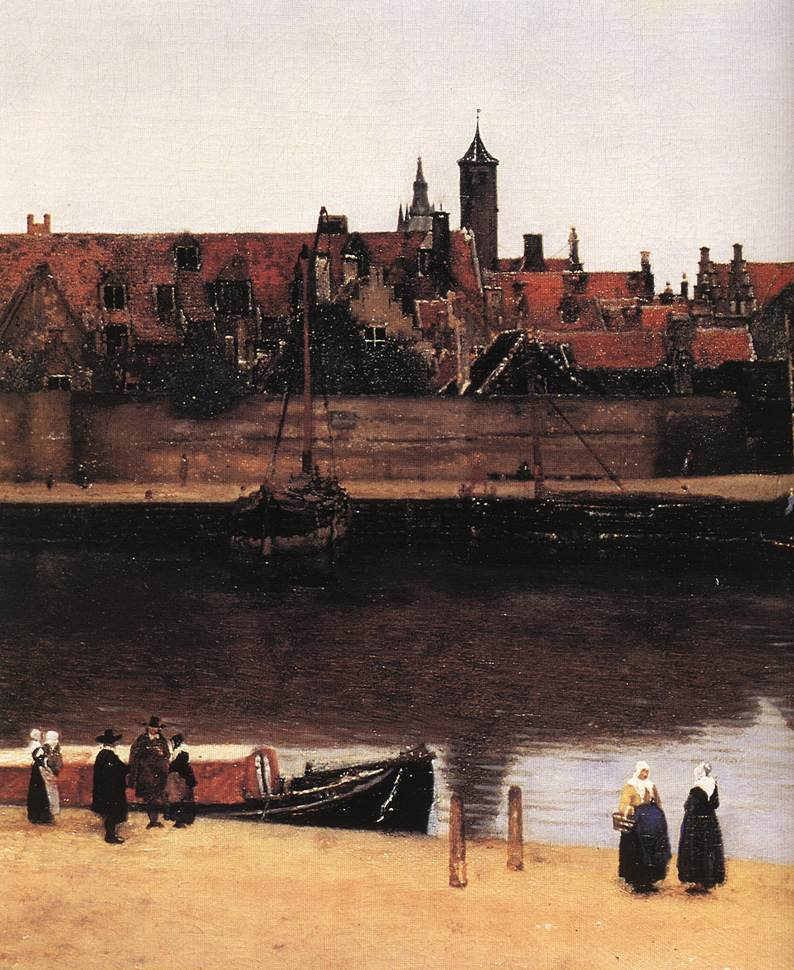
Détail avec le siège de la Compagnie néerlandaise des Indes orientales et les personnes.

Le paysage est peint depuis une position élevée au sud-est de Delft, en regardant vers le nord, de l'autre côté du port fluvial, peut-être à l'étage supérieur de la taverne de Malines où se trouvait l'atelier de l'artiste.
Au premier plan, le Schie Canal est encadré par la porte de Schiedam (à gauche, au milieu de la composition), qui a une horloge sur son toit, et la porte de Rotterdam (à droite), un bâtiment médiéval en briques, devant lequel se trouvent deux Herring buss. On aperçoit la tour conique de la brasserie du Perroquet, disparue depuis. Derrière la porte de Schiedam se trouve un long arsenal au toit rouge, aujourd'hui connu sous le nom de Legermuseum. Les bâtiments se reflètent dans le port calme de la rivière Schie, qui était familièrement connu sous le nom de Kolk (étang).
Le bassin portuaire, avec des barges tirées par des chevaux, des caravelles et des herring buss amarrés aux quais, qui servent au transport des harengs, figure au premier plan. Les nuages, brisés par la lumière, s'accumulent et forment un contraste avec l'orientation horizontale de la ville.
Dans le coin inférieur gauche, cinq personnes attendent de monter à bord d'une embarcation pour les emmener à Rotterdam, Schiedam ou Delfshaven. Celle-ci est tirée par un cheval ; elle peut contenir jusqu'à trente personnes. Vermeer a peint ses initiales, VM, sur l'intérieur rouge. À droite de l'embarcation, deux femmes discutent entre elles. Vermeer a initialement peint une troisième personne à côté d'elles, mais a ensuite changé d'avis et l'a effacée.
Derrière la porte de Rotterdam, au fond, la Nieuwe Kerk protestante est éclairée par les rayons du soleil. En réalité, la Nieuwe Kerk serait située plus à droite, mais Vermeer l'a représentée plus près du centre pour la rendre plus proéminente. Il n'y a pas de cloches dans le clocher : elles ne seront ajoutées qu'après l'achèvement du tableau en 1661. Vermeer a été baptisé à l'âge d'une ou deux semaines dans la Nieuwe Kerk ; sa mère et sa sœur aînée y sont enterrées.
Le sommet de la tour de l'Oude Kerk (« Vieille Église ») figure à l'arrière-plan ; elle a été construite vers 1246, ce qui en fait la plus ancienne église paroissiale de la ville. Vermeer y est enterré.
Le toit rouge en longueur à la gauche du tableau est le siège de la Compagnie néerlandaise des Indes orientales.

## Analyse et technique

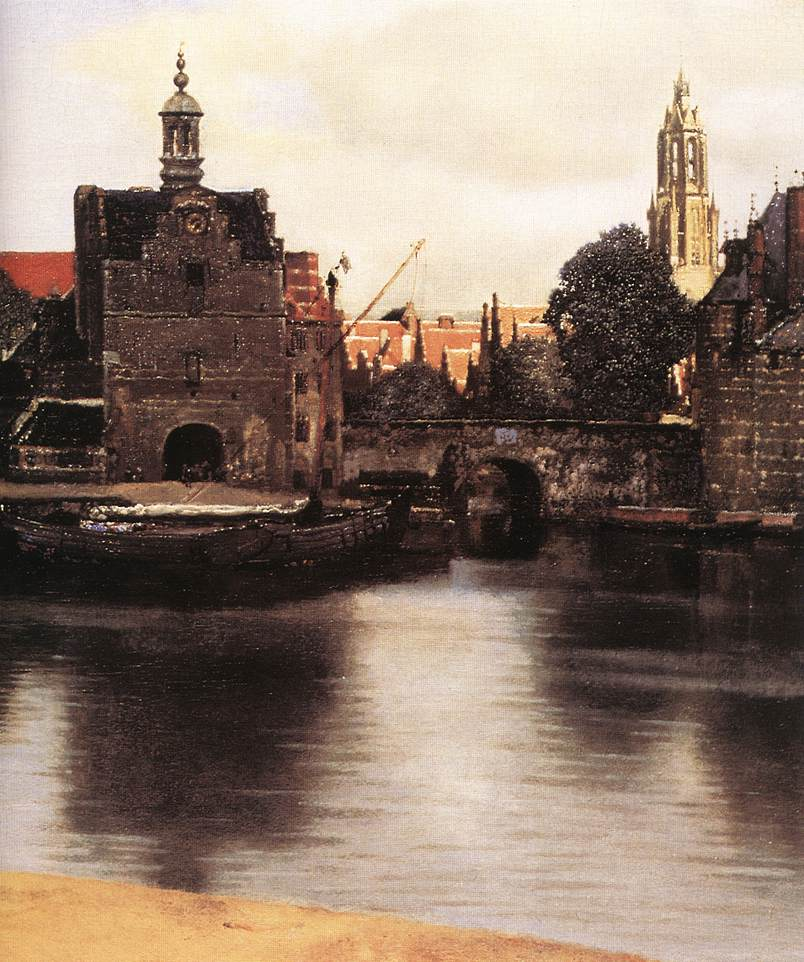
Détail.

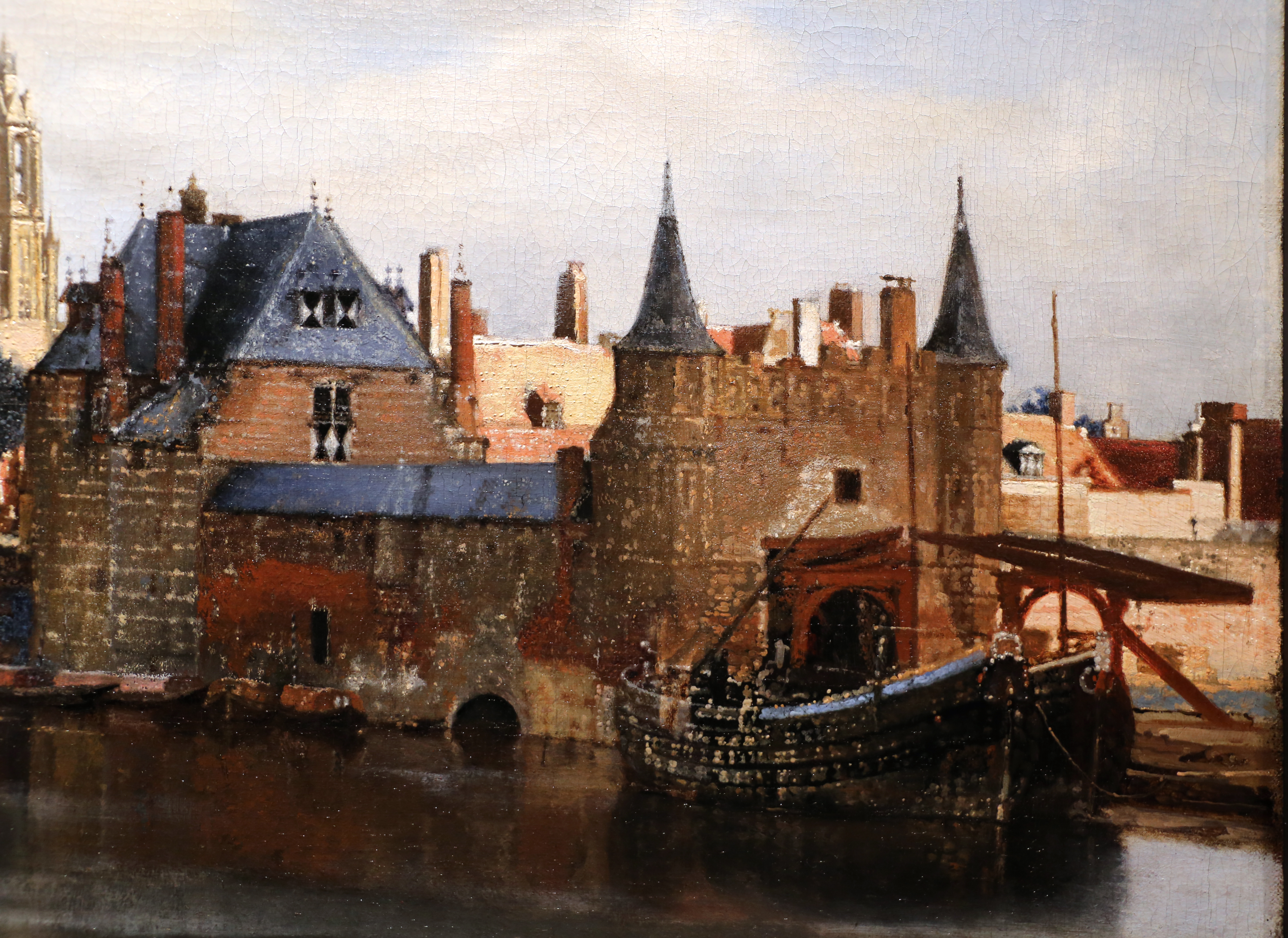
Détail.

Cette Vue de Delft représente une partie de la ville natale de Vermeer sous la forme d'une veduta, une peinture très détaillée d'un paysage urbain et d'un port. Elle constitue, avec La Ruelle, la seule peinture de paysage dans l'œuvre du peintre et c'est son unique représentation d'un vaste espace.
Un triangle de rivage s'étend sur environ les trois quarts de son bord inférieur gauche. Le ciel occupe environ la moitié de la hauteur. Les deux sommets des tours atteignent exactement la moitié de la hauteur du tableau. Les conditions d'éclairage changent du premier plan à l'arrière-plan : tandis que les maisons de devant sont dans l'ombre, celles de l'arrière sont au soleil.
Les éléments architecturaux sont disposés parallèlement au bord du tableau. Leur représentation n’est pas tout à fait fidèle à la réalité. Vermeer apporte de petites modifications aux toits et simplifie la silhouette de la ville, l'étirant pour créer l'impression d'une frise compacte.
La palette de couleurs de Vue de Delft est dominée par des tons bruns et ocres. Parallèlement, Vermeer utilise également la texture comme outil créatif. Par exemple, les toits couleur saumon sur fond ensoleillé sont peints d'une couleur épaisse et ondulée pour souligner les structures ondulantes des tuiles. Les toits rouge brique sur le bord gauche, en revanche, sont peints d'une couleur sableuse et rugueuse. Vermeer a ajouté des points de couleur aux bâtiments ombragés au milieu du plan et aux coques des navires pour montrer la structure des joints et les incrustations. Les nuages présentent également une grande variété de nuances de couleurs.
Une analyse technique montre que l'artiste a utilisé des pigments de calcite, de céruse, d'ocre jaune, de bleu outremer naturel et d'alizarine.
En observant le tableau de près, on peut constater l'utilisation du traitement de la lumière par une technique proche du pointillisme, avec la juxtaposition de petites touches de différentes nuances.
Les critiques modernes soulignent particulièrement les observations météorologiques de Vermeer et le qualifient donc de premier tableau impressionniste : non pas une vue, mais « un rayon de soleil sur la ville après un orage » ; la magie du tableau réside précisément dans le jeu des différentes lumières et ombres.
Les historiens ont longuement débattu de la question de savoir si Vermeer avait ou non utilisé une chambre noire ,. Une camera obscura ou « chambre noire » est une pièce fermée dotée d'un petit trou recouvert d'une lentille convexe à travers laquelle la lumière peut passer, projetant une image inversée sur le mur que l'artiste peut ensuite tracer. Il n'existe aucune preuve documentaire que Vermeer ait utilisé une chambre noire, mais plusieurs indices pourraient indiquer son utilisation. Dans Soldat et jeune fille riant, l'homme semble être nettement plus grand que la femme, ce qui pourrait être le résultat de son utilisation. Ses cartes détaillées, qui seraient très difficiles à reproduire sans l'aide de la technologie optique, constituent un autre élément de preuve indiquant que Vermeer utilisait une chambre noire : d'autres artistes sont connus pour utiliser une chambre noire à cette fin. Un troisième élément de preuve se trouve dans La Fille au chapeau rouge : sans chambre noire, la lumière sur les têtes des lions serait rectangulaire, comme si elle provenait d'une fenêtre à carreaux rectangulaires, mais Vermeer a peint la lumière sous forme de cercles, un effet qui serait créé en regardant l'image à travers une lentille. En raison des reflets diffus peints sur les bâtiments et dans l'eau, l'historien de l'art Arthur K. Wheelock Jr. pense que Vermeer a utilisé une chambre noire pour créer Vue de Delft. D’autres historiens ne sont pas aussi convaincus. L'historien de l'art Karl Schütz considère que Vermeer n'a jamais utilisé de chambre noire, dans aucun tableau.

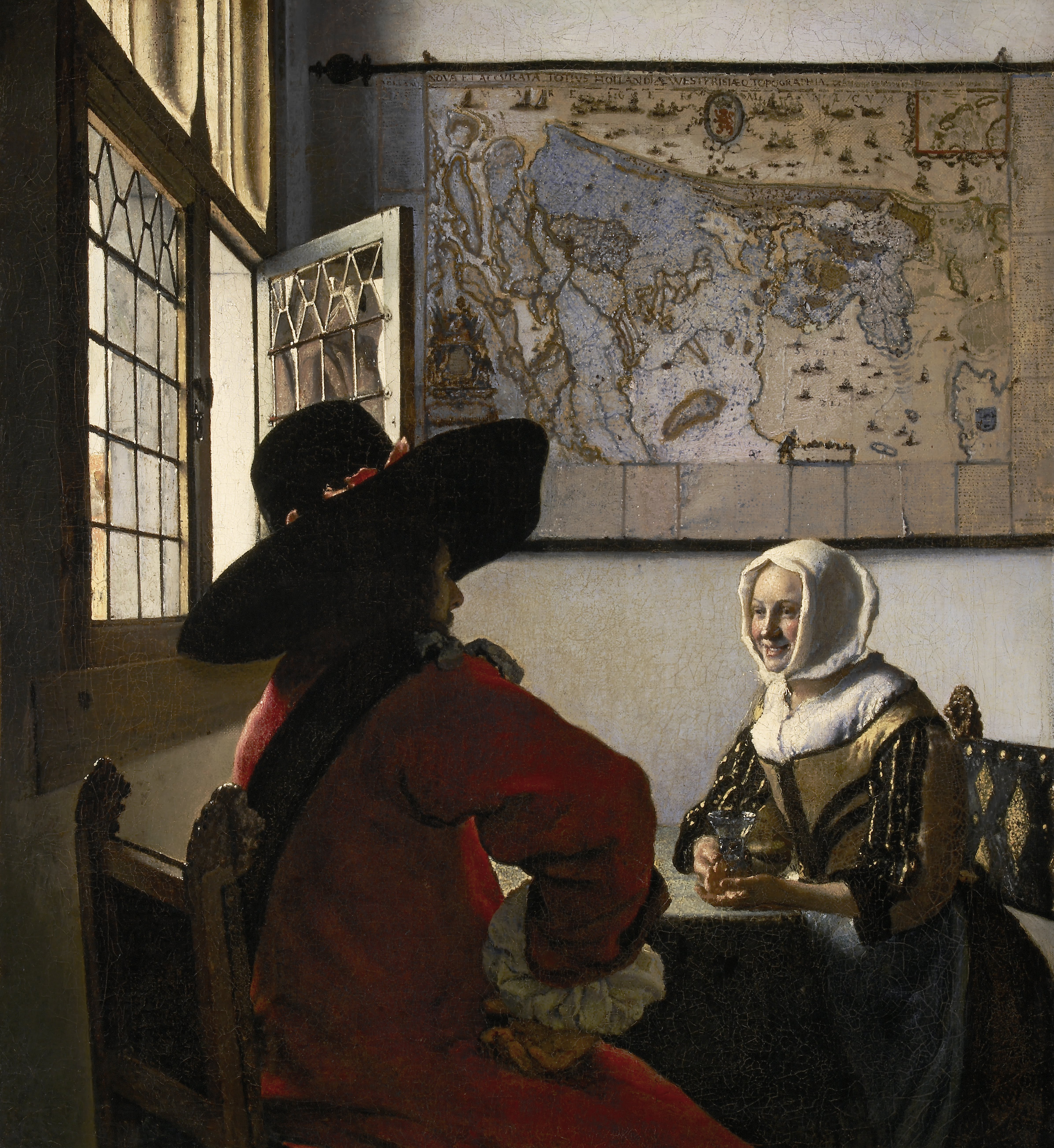
Soldat et jeune fille riant, 1658, The Frick Collection, New York
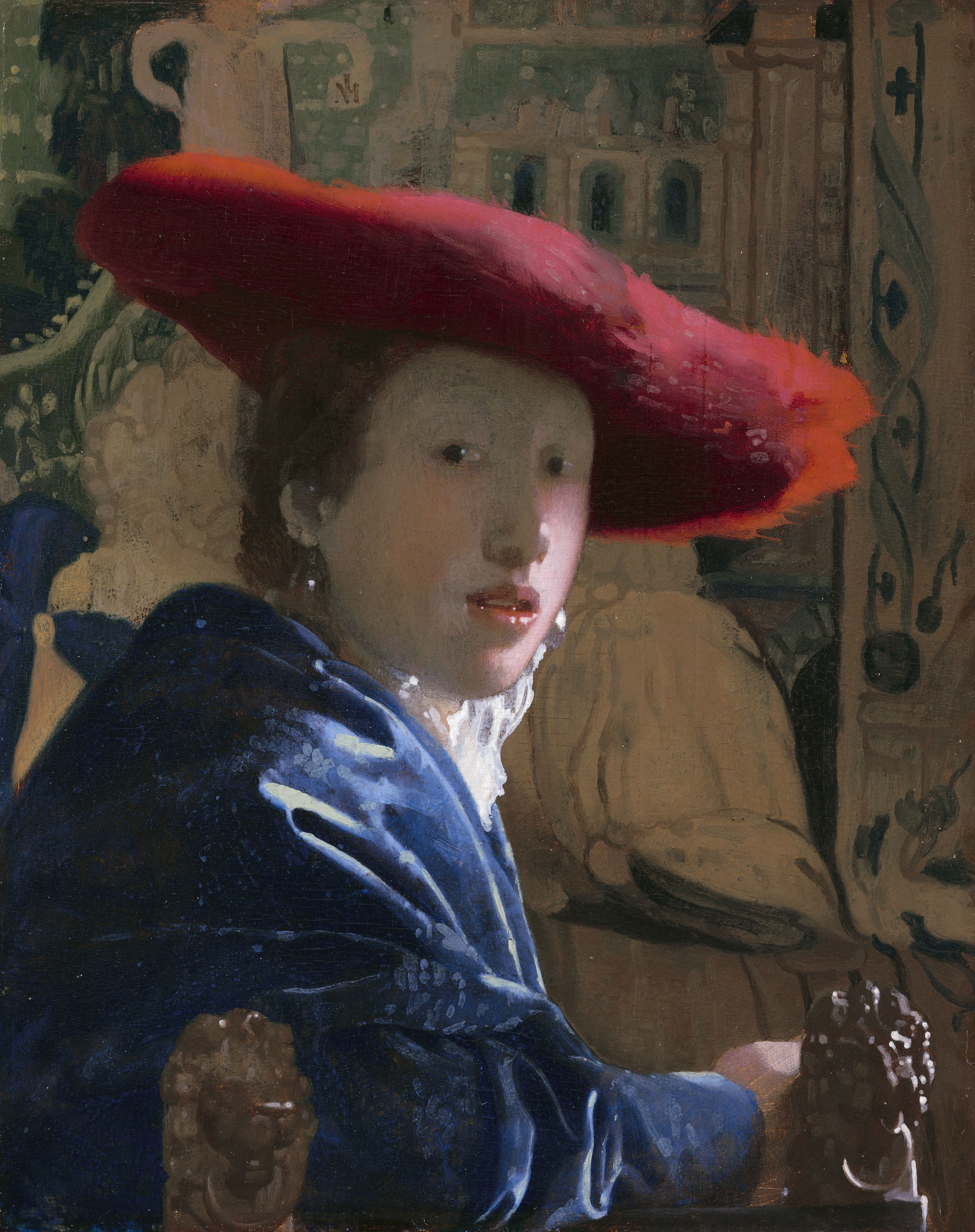
La Fille au chapeau rouge, 1665-1666, National Gallery of Art, Washington

## Interprétation politique
L'éclairage de la Nieuwe Kerk est un signe du soutien de Vermeer (ou le soutien de son mécène) à la Maison d'Orange-Nassau. De 1648 à 1650, Guillaume II d'Orange-Nassau et les États généraux du royaume des Pays-Bas se disputent sur la question de savoir s'il faut ou non réduire le budget militaire du pays. Guillaume II veut conserver les soldats qui ont combattu dans la guerre contre les Espagnols au cas où ils décideraient d'attaquer à nouveau, mais les États généraux estiment que le pays est déjà trop endetté pour se permettre d'entretenir une armée. La société néerlandaise est divisée en deux factions : ceux qui soutiennent la Maison d’Orange et ceux qui soutiennent les États généraux. Après la mort de Guillaume II et l'arrivée au pouvoir des États généraux, les personnes désireuses de montrer leur soutien à la Maison d'Orange commandent une œuvre d'art représentant la tombe de Guillaume d'Orange, qui se trouve dans la Nieuwe Kerk. La Niewe Kerk est brillamment illuminée dans Vue de Delft pour montrer le soutien à la monarchie néerlandaise.

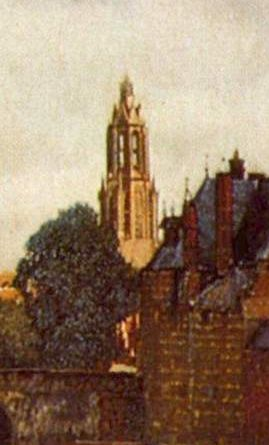
Détail : Nieuwe Kerk
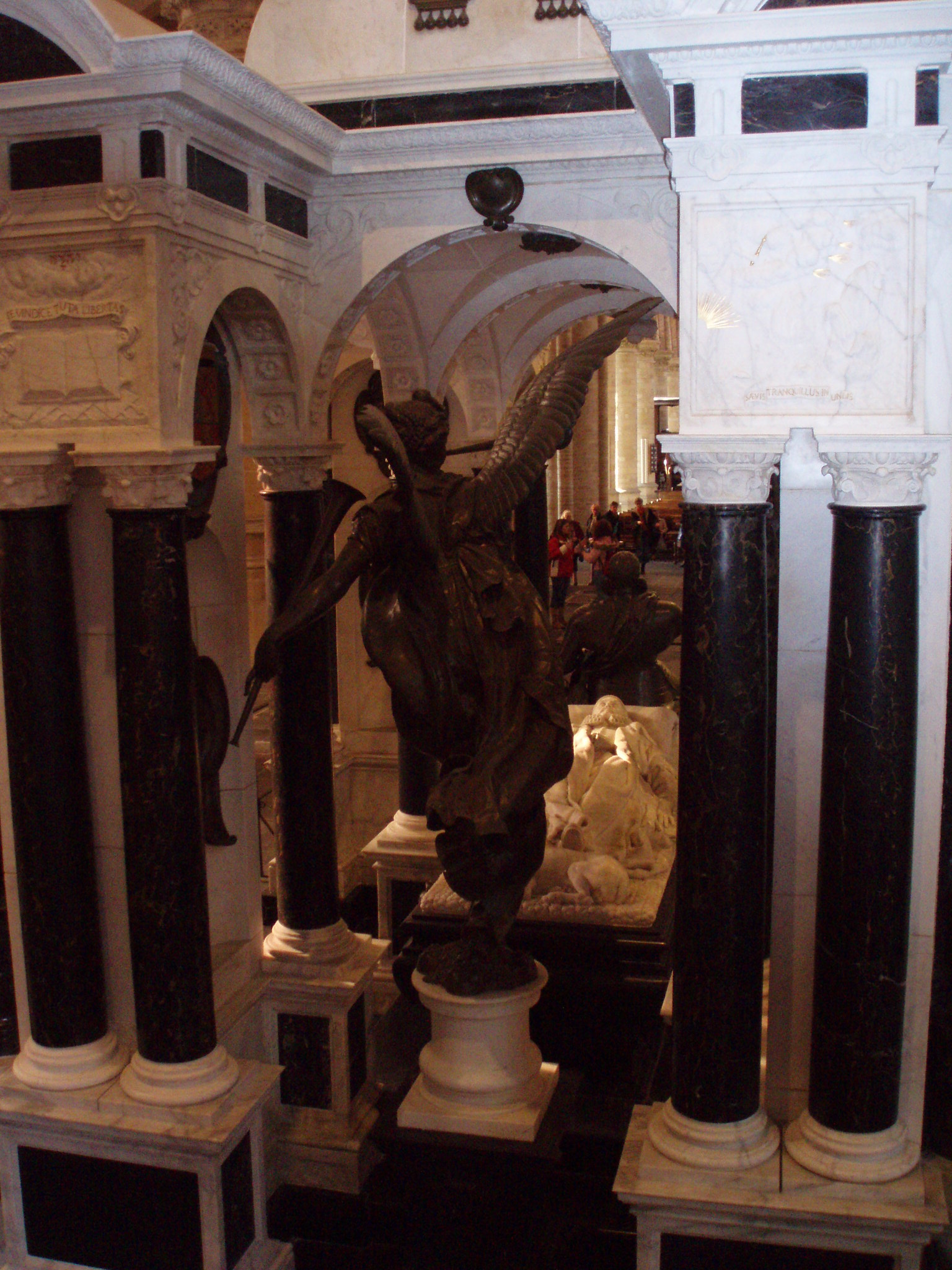
Hendrick de Keyser, mausolée de Guillaume II d'Orange-Nassau dans la Nieuwe Kerk

## Comparaison avec d'autres peintures avec le même sujet
Delft est également peinte par Hendrick Cornelisz Vroom dans Vue de Delft depuis le nord-ouest et Vue de Delft depuis le sud-ouest (1615), Carel Fabritius dans Vue de Delft (1652), Egbert van der Poel dans Vue de Delft après l'explosion de 1654 et Pieter Wouwerman dans Vue du marché aux chevaux de Delft (1665).
Vroom est surtout connu pour ses paysages marins : ses vues de Delft se concentrent sur la rivière Schie plutôt que sur les bâtiments de la ville. Comme le tableau de Vermeer, Une vue de Delft de Fabritius présente la Nieuwe Kerk. Ce tableau est probablement destiné à être vu dans un zograscope à travers un judas comme un trompe l'œil, qui tromperait l'œil du spectateur en lui faisant voir une vue tridimensionnelle de la rue.
Le tableau de Van der Poel montre à la fois la Nieuwe Kerk et la Oude Kerk, ainsi que la chapelle de l'hôpital Saint-Georges. La scène représente la ville après que 40 000 kilos de poudre à canon ont explosé, tuant des centaines de personnes, dont Carel Fabritius. Malgré la dévastation, les deux églises sont toujours debout.
Contrairement à d'autres peintures de Delft qui représentent un port animé, Vermeer n'a peint que quelques bateaux. Il a également peint Delft du côté sud au lieu du côté nord, plus populaire, car le côté sud est la seule partie de la ville où les bâtiments n'ont pas été touchés par l'explosion.

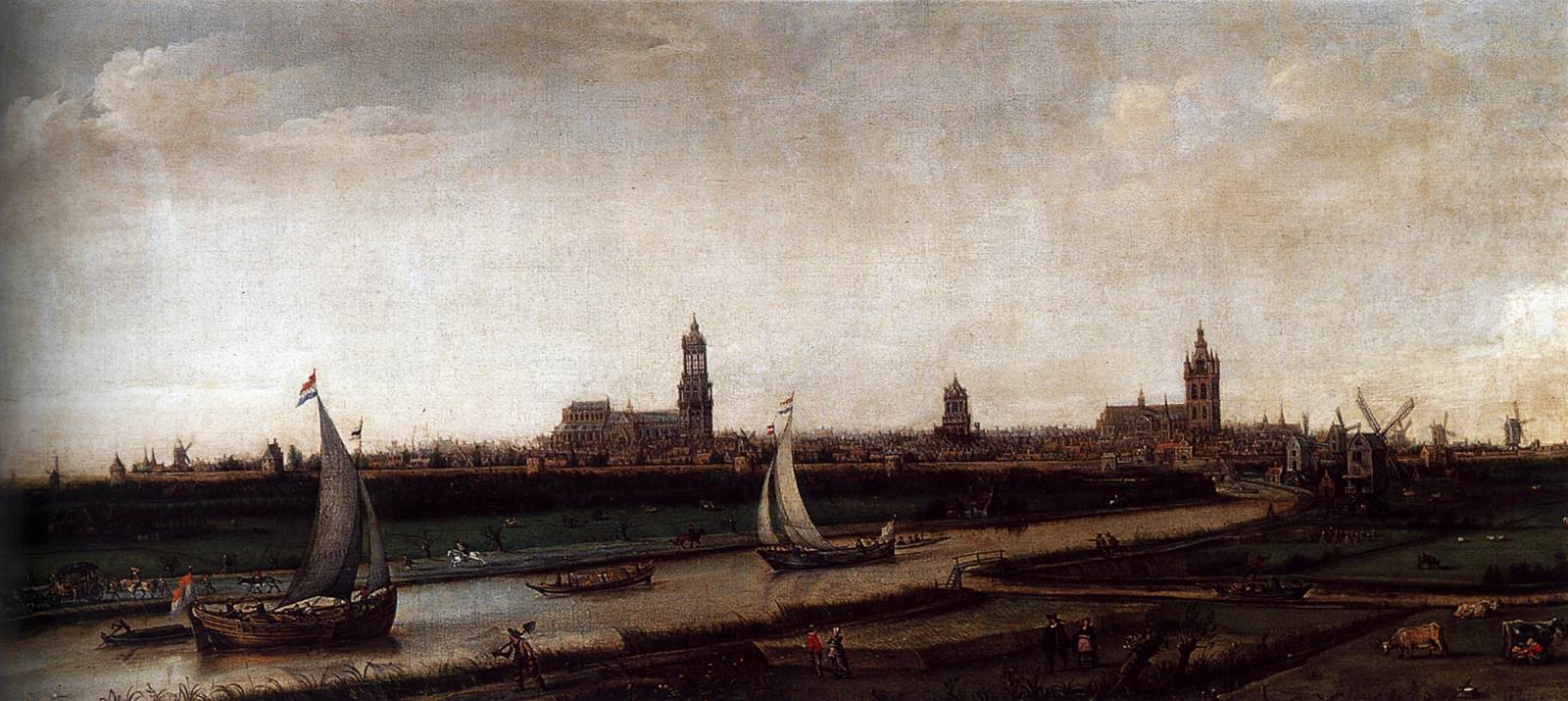
Hendrik Cornelisz. Vroom, Vue de Delft depuis le nord-ouest, 1634, Gemeente Musea Delft
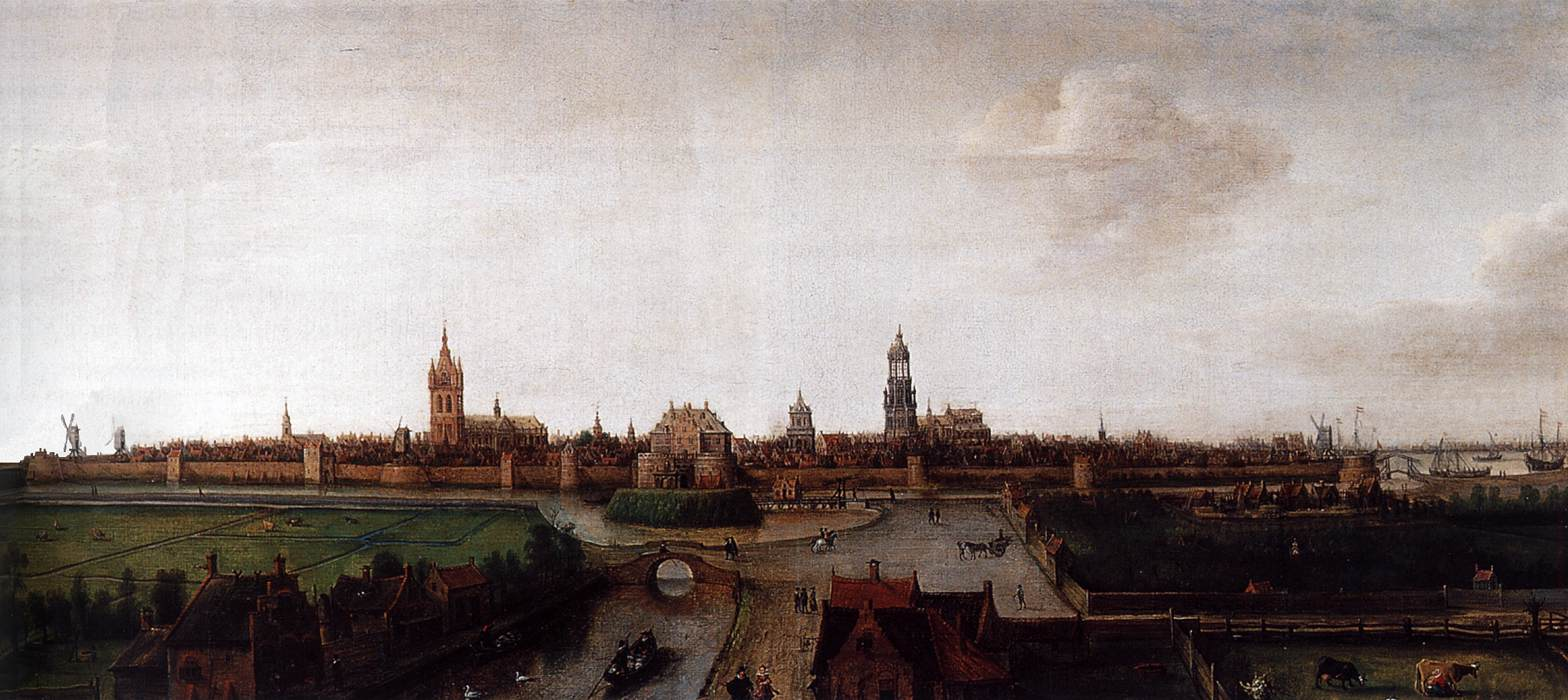
Hendrik Cornelisz. Vroom, Vue de Delft depuis le sud-ouest, 1615, Prinsenhof de Delft
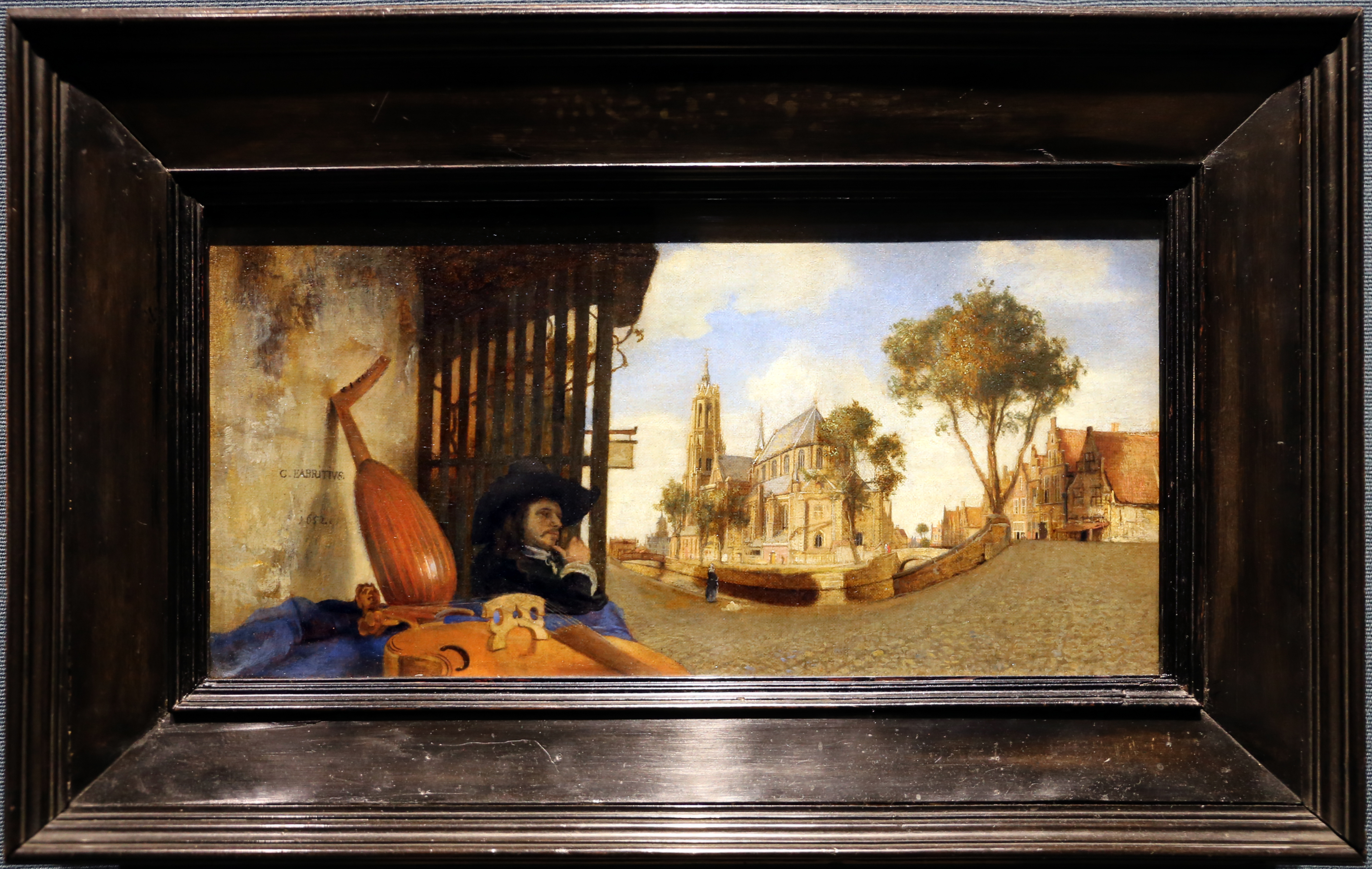
Carel fabritius, Une vue de Delf avec un comptoir de vendeur d'instruments de musique, 1652, National Gallery
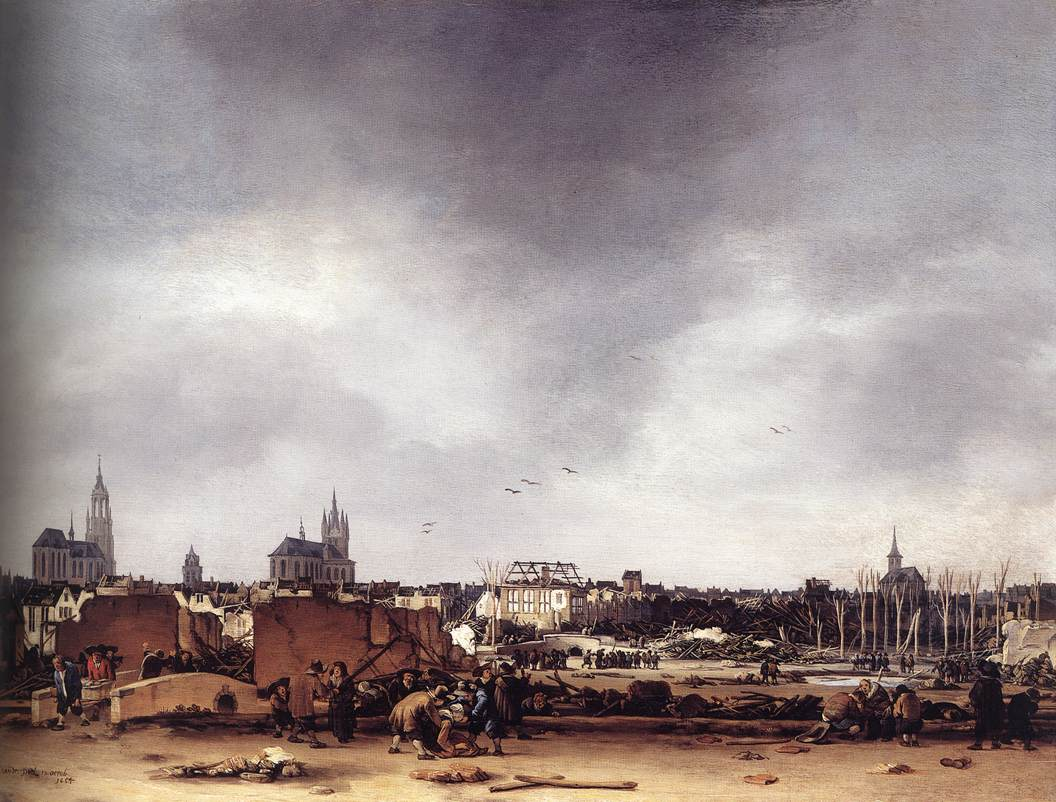
Egbert van der Poel, Vue de Delft après l'explosion de 1654, 1654, National Gallery
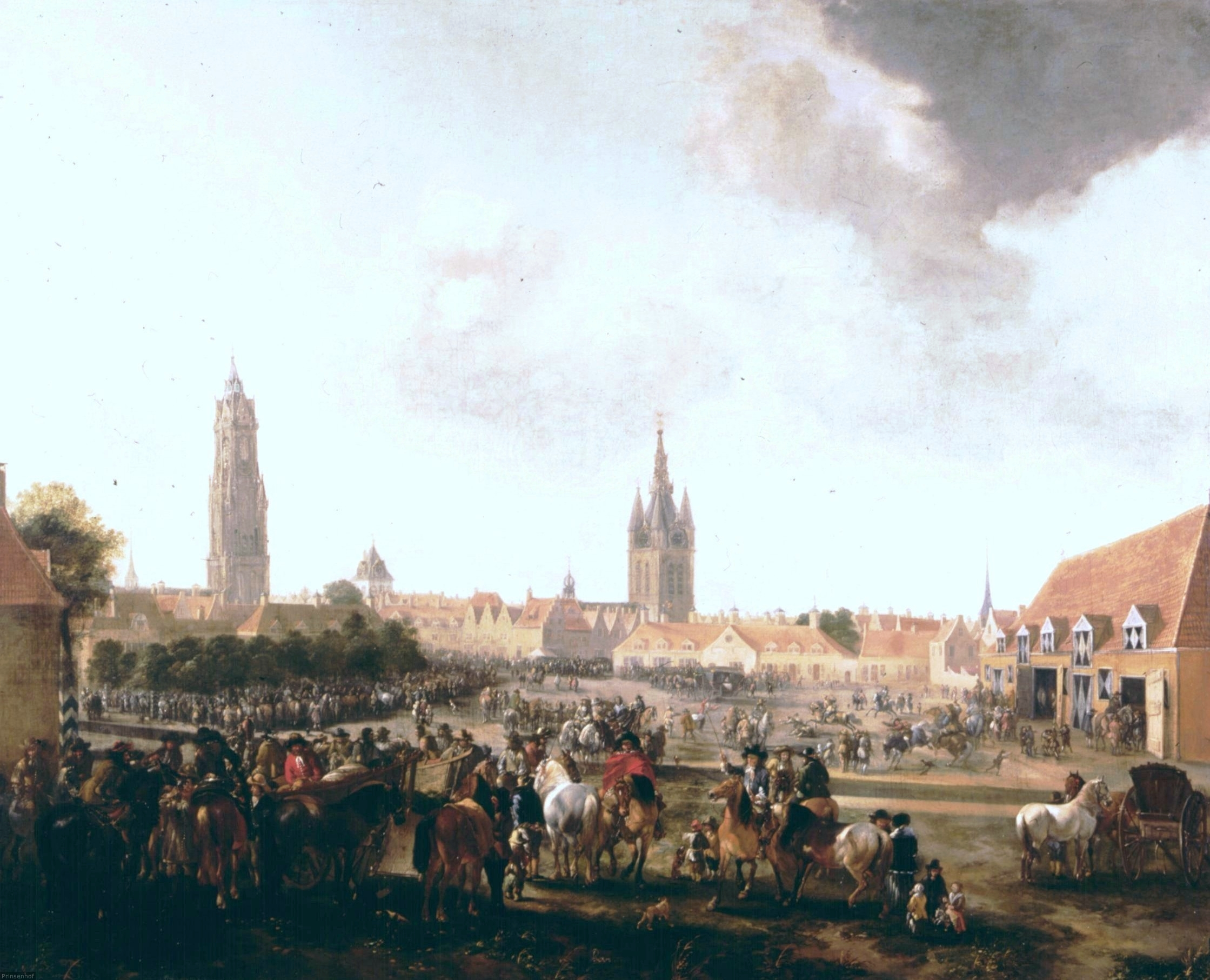
Pieter Wouwerman, Vue du marché aux chevaux de Delft,1665, Prinsenhof de Delft

## Postérité
Marcel Proust admirait beaucoup Vermeer, et particulièrement ce tableau, qui apparaît dans son roman À la recherche du temps perdu. Dans le premier volume, Du côté de chez Swann (publié en 1913), il laisse le héros Charles Swann travailler sur une biographie de Vermeer (qu'il écrit Ver Meer ). Dans le tome 5 (La Prisonnière, paru en 1923), il laisse mourir l'écrivain Bergotte devant le tableau. Le 1er mai 1921, dans une lettre à son ami Jean-Louis Vaudoyer, qui vient de publier un article sur lui, Proust lui rappelle sa mention de Vermeer dans le tome I et définit Vue de Delft comme « le plus beau tableau du monde ».

Fin mai 1921, Proust revoit le tableau alors qu'il visite une exposition de maîtres hollandais au Jeu de Paume à Paris en compagnie de Vaudoyer. Il est victime d'une crise d'épilepsie devant le tableau, ce qui l'incitera plus tard à faire mourir Bergotte devant lui. Il met en scène la découverte de la toile par Bergotte en ces termes :

« Il remarqua pour la première fois des petits personnages en bleu, que le sable était rose, et enfin la précieuse matière du tout petit pan de mur jaune. Ses étourdissements augmentaient ; il attachait son regard, comme un enfant à un papillon jaune qu'il veut saisir, au précieux petit pan de mur. « C'est ainsi que j'aurais dû écrire, disait-il. Mes derniers livres sont trop secs, il aurait fallu passer plusieurs couches de couleur, rendre ma phrase en elle-même précieuse, comme ce petit pan de mur jaune ». »

En 2011, le tableau est représenté sur des pièces commémoratives en or et en argent émises par la Monnaie royale des Pays-Bas.